# Kiltschen
Der Kiltschen (ukrainisch Кільчень, russisch Кильчень Kiltschen) ist ein 117 km langer, rechter Nebenfluss der Samara im Einzugsgebiet des Dnepr in der Ukraine.
Der Fluss mit einem Einzugsgebiet von 960 km² und einem Gefälle von 0,9 m/ km entspringt bei Hubynycha im Rajon Nowomoskowsk der Oblast Dnipropetrowsk, fließt zunächst in westliche Richtung, dann in Richtung Süden, durch den Rajon Mahdalyniwka und wechselt im Unterlauf Richtung Südosten. Er mündet unterhalb von Pidhorodne im Rajon Dnipro in die zum Dnipro-Stausee (Дніпровське водосховище) angestaute Samara.
Der Fluss ist 10 bis 30 m breit und 0,5–1 m tief. Er verläuft im Oberlauf gerader und ist im Unterlauf stärker gewunden. Der Kiltschen ist größtenteils verschlammt, das Ufer sumpfig, mit Schilf bewachsen und an vielen Stellen gerodet. Sein trapezförmiges Tal hat eine ausgeprägte rechte Seite und ist im Oberlauf 1 bis 1,5 km und im Unterlauf 3 bis 4 km breit. Seine größten Nebenflüsse sind die von links zufließenden, 34 Kilometer lange Hubynycha (Губиниха; Einzugsgebiet 154 km²) und die 20 Kilometer lange Otscheretuwata (Очеретувата; Einzugsgebiet 102 km²).